# Dutse
Dutse è una delle diciassette aree a governo locale (local government areas) in cui è suddiviso lo Stato di Jigawa, nella Repubblica Federale della Nigeria.
Conta una popolazione di 246.143 abitanti.